# Конрад III фон Нюрнберг
Конрад III фон Нюрнберг (на немски: Konrad III von Nürnberg; на латински: Conrad Purgrauen von Nurnberch † 3 април 1334) от рода Хоенцолерн е от 1333 г. до смъртта си бургграф на Нюрнберг.

## Биография
Той е вторият син на бургграф Фридрих IV от Нюрнберг († 1332) и съпругата му Маргарета от Каринтия от рода Горица-Тирол († 1348), дъщеря на граф Албрехт фон Тирол († 1292), и внучка на херцог Майнхард II. Брат е на Йохан II (1309 – 1357), бургграф на Нюрнберг, Фридрих фон Цолерн-Нюрнберг († 1368), княжески епископ на Регенсбург (1340 – 1365), Албрехт Красивия († 4 април 1361), бургграф на Нюрнберг, Бертхолд фон Цолерн-Нюрнберг (1320 – 1365), княжески епископ на Айхщет (1351 – 1365)
Конрад III се жени ок. 1332 г. за графиня Ирменгард фон Хоенлое-Вайкерсхайм (* 1315; † 13 януари 1372), дъщеря на граф Крафт II фон Хоенлое и графиня Аделхайд Мехтхилд фон Вюртемберг. Те нямат деца.
Той умира на 3 април 1334 г. Вдовицата му Ирменгард се омъжва втори път пр. 4 януари 1337 г. за граф Герлах I фон Насау-Висбаден († 1361).